# 田中美空
田中 美空（たなか みく、2006年6月18日 - ）は、日本のアイドル、モデル。Ciào Smiles、さくら学院の元メンバー。NAVY.inc所属。2022年までアミューズ所属、2024年8月までラブラドライトエージェンシー所属。大分県出身。

## 来歴
2016年8月21日、パシフィコ横浜で開催された「ちゃおガール2016オーディション」でグランプリを受賞。
2017年1月14日、Ciào Smilesへの加入を発表。
同年5月7日、恵比寿ザ・ガーデンホールで開催された「さくら学院 2017年度 〜転入式〜」にて、さくら学院へ転入（加入）。ちゃおガールオーディションのグランプリ受賞者でさくら学院に所属するのは岡田愛以来2人目である。
2020年9月14日配信の『さくら学院の顔笑れ!!FRESH!マンデー』にて、2020年度生徒総会が開催され、2代目気合委員長に任命された。
2021年3月末のCiào Smilesの活動終了と、同年8月末のさくら学院の活動終了に伴い、両グループから卒業した。
2022年3月31日、同日をもってアミューズを退所し「普通の高校生」になることを発表した。
2023年3月21日、田中が通うダンススタジオの代表が、田中が大分で芸能活動をできるように芸能事務所ラブラドライトエージェンシーを設立し、田中が芸能活動を再開した（Miku名義）。
2024年8月、東京の事務所NAVYに所属した。

## 人物
さくら学院卒業生であり、ちゃおガールの先輩である黒澤美澪奈に憧れていると答えている。好きなアイドルはi☆Risの山北早紀。好きな声優は小松未可子、内田真礼。
「譲れないものは?」というアンケートに「犬」と答えるほどの愛犬家で、飼い犬の名前は「銀次朗」。
弟1人妹2人がいる。中学校で美術部に入部した。特技は中国ゴマ、料理。趣味は音楽鑑賞。
2025年4月1日、専門学校に進学したことを報告した。

## 出演

### CM
- ちゃお（2017年4月号 - 2019年8月号）

### イベント
- JACK-O-LAND（2016年10月29日・30日・2017年10月21日・22日、横浜アリーナ）
- ジャック・オー・ランド（2017年10月21日・22日、横浜アリーナ）

### 雑誌
- ちゃお（2017年3月号 - 2022年3月号[17]、小学館） - モデル